# Home Park (château de Windsor)
Pour les articles homonymes, voir Home Park (homonymie).

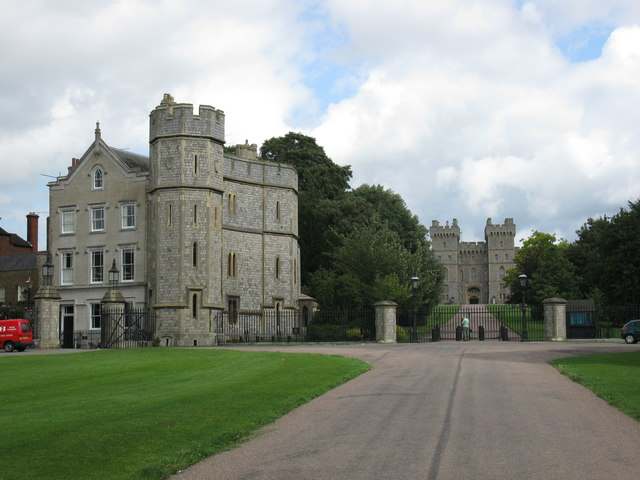
Entrée du Home Park.

Le Home Park, auparavant connu sous le nom de Little Park (lit. les petits jardins) ou encore à l'origine Lydecroft Park, est un parc royal britannique de 655 acres administré par le Domaine royal. Il s'étend à l'est de la ville de Windsor dans le comté du Berkshire, en Angleterre.

## Topographie
Le Home Park est séparé du Great Park par la route nationale Albert Road (A308) menant à la paroisse civile d'Old Windsor. C'est un domaine privé du château de Windsor qui comprend, outre des espaces verts, jardins et travées d'arbres, des terres cultivées (fourrage et nourriture pour bétail), des terrains de sports (cricket, tennis et rugby), les terrains de jeux de l'école Saint-George (en), mais aussi l'Adelaide Cottage et le domaine de Frogmore (comprenant Frogmore House, ses jardins et son grand lac, le mausolée royal et le cimetière royal). On peut y ajouter également les exploitations agricoles « Shaw Farm » et « Prince Consort's Home Farm », ainsi que le « Windsor Farm Shop » (magasin proposant à la vente la production des exploitations agricoles du domaine).

## Son histoire
À l'origine faisant partie du manoir d'Orton et donc aucunement une possession royale, une partie de la superficie fut annexée en 1368 au château par Édouard III pour la chasse aux cerfs et son extension continua au-delà des siècles. On parle du domaine de Home Park dans Les Joyeuses Commères de Windsor de William Shakespeare où il décrit la route principale menant à Datchet qui traverse le parc. Oliver Cromwell entraînait sa New Model Army dans le parc. George III supprima le terrain de chasse en 1785. La démarcation actuelle du Parc fut fixée par le Windsor Improvement Act de 1846, quand la route menant à Datchet à travers le parc fut fermée et l'accès au public fut interdit. Frogmore House et ses jardins sont les seuls ouverts quelques jours de l'année au printemps et en été. Le « Royal Windsor Horse Show » (spectacle équestre sportif) et le « Royal Windsor Rose Show » (exposition horticole) ont également lieu à l'intérieur du parc.